# Kevin Van Dessel
Kevin Van Dessel (ur. 9 kwietnia 1979 w Kapellen) – belgijski piłkarz, występujący na pozycji pomocnika.
Van Dessel profesjonalną karierę rozpoczynał w 1996 roku, w barwach Germinalu Beerschot. W debiutanckim sezonie rozegrał trzy spotkania w Eerste Klasse. W 1997 przeszedł do holenderskiego NAC Breda. Również tam nie zdołał się przebić do wyjściowej jedenastki, przez cały sezon zaliczając dwa mecze w Eredivisie. Licząc na częstsze występy w pierwszym składzie przeniósł się do włoskiego drugoligowca Genoi CFC. Wówczas nie wywalczył sobie miejsca nawet na ławce rezerwowych. W pierwszej drużynie regularnie zaczął występować dopiero wtedy, kiedy stał się zawodnikiem Rody Kerkrade. W pierwszym sezonie zagrał tam 23 razy i zdobył jedną bramkę. W ciągu pięciu kolejnych, również nie miał problemów w miejscem w składzie. Te zaczęły się od 2005 roku, kiedy to stracił miejsce w wyjściowej jedenastce i przez dwa lata zagrał w lidze jedynie siedmiokrotnie. Po ośmiu sezonach spędzonych w Kerkrade zdecydował się na powrót do ojczyzny, podpisując kontrakt z Sint-Truidense VV. Jednak na koniec sezonu jego drużyna zajęła siedemnaste miejsce w lidze i spadła do drugiej ligi. Wtedy Van Dessel odszedł do holenderskiego VVV Venlo, gdzie występował do 2010 roku. Następnie odszedł do APOP Kinyras Peyias. Na koniec kariery grał w RKVV EVV.
| Sezon   | Klub                | Kraj     | Rozgrywki                 | Mecze | Bramki |
| ------- | ------------------- | -------- | ------------------------- | ----- | ------ |
| 1996/97 | Germinal Beerschot  | Belgia   | Eerste Klasse             | 3     | 0      |
| 1997/98 | NAC Breda           | Holandia | Eredivisie                | 2     | 0      |
| 1998/99 | Genoa CFC           | Włochy   | Serie B                   | 0     | 0      |
| 1999/00 | Roda JC Kerkrade    | Holandia | Eredivisie                | 23    | 1      |
| 2000/01 | Roda JC Kerkrade    | Holandia | Eredivisie                | 30    | 3      |
| 2001/02 | Roda JC Kerkrade    | Holandia | Eredivisie                | 32    | 1      |
| 2002/03 | Roda JC Kerkrade    | Holandia | Eredivisie                | 31    | 1      |
| 2003/04 | Roda JC Kerkrade    | Holandia | Eredivisie                | 32    | 4      |
| 2004/05 | Roda JC Kerkrade    | Holandia | Eredivisie                | 17    | 0      |
| 2005/06 | Roda JC Kerkrade    | Holandia | Eredivisie                | 7     | 0      |
| 2006/07 | Roda JC Kerkrade    | Holandia | Eredivisie                | 0     | 0      |
| 2007/08 | Sint-Truidense VV   | Belgia   | Eerste Klasse             | 18    | 0      |
| 2008/09 | VVV Venlo           | Holandia | Eerstedivisie             | 14    | 0      |
| 2009/10 | VVV Venlo           | Holandia | Eredivisie                | 27    | 1      |
| 2010/11 | APOP Kinyras Peyias | Cypr     | Protathlima A’ Kategorias | 18    | 0      |